# Monobloc
Monobloc è  un film argentino del 2005 scritto e diretto da Luis Ortega.

## Trama
In un monolocale anonimo delimitato da quattro mura, tre personaggi si muovono affrontando conversazioni surreali: Perla, che necessita di continue trasfusioni di sangue per continuare a vivere; sua figlia Nena, disabile che si prostituisce nell'appartamento; la loro vicina di casa Madrina, che beve Fernet sognando di vincere un viaggio in Brasile.

## Produzione
Il film uscì nelle sale argentine nel mese di giugno del 2005. Nello stesso anno, fu presentato al Toronto International Film Festival e successivamente prese parte ad altre rassegne cinematografiche, tra cui il Locarno Film Festival nella sezione "Cineasti del presente".
Si tratta del secondo film da regista per Luis Ortega, che rivendicò la scelta di ambientare la pellicola in un mondo estraniato dal tempo e dallo spazio; spiegò la sua motivazione affermando: "Ho cercato di immaginare un mondo senza persone, senza un orizzonte umano".
In un'intervista, il regista spiegò il senso del film: "I personaggi non sembrano assolutamente chiedersi nulla. L'intenzione del film è che lo spettatore inizi a porsi tutta una serie di domande che non c'è posto per farsi mentre cammina per strada, perché le sue ginocchia si afflosciano. La realtà non può essere messa in discussione secondo per secondo, perché altrimenti non possiamo camminare. Ma l'arte può. Non stai camminando mentre guardi il film. Permette un tipo di perdita che può essere molto arricchente". In un'altra intervista rilasciata mentre il film veniva girato, Ortega asserì: "Monobloc parla fondamentalmente di morte, l'intero scenario parla della morte. Ad un certo punto è molto angosciante, e a me, personalmente, ogni giorno viene da piangere".
La sceneggiatura venne curata da Ortega insieme all'attrice Carolina Fal, una delle protagoniste del film; fu inoltre scritto un piccolo ruolo per la madre del regista, Evangelina Salazar, che tornò sul grande schermo dopo quasi trent'anni di assenza.

## Accoglienza
La critica cinematografica Alejandra Portela parlò del film dichiarando: "È difficile decifrare l'universo simbolico di Ortega, paragonabile solo a esempi stranieri, David Lynch, per esempio. A tratti teatrale, poetica minimalista, altre volte pittorica, fotografica, popolare".
Diana Sánchez scrisse: "Quello che mi piace di più di Monobloc è che Ortega non ha paura di correre rischi; crea un ambiente sconosciuto utilizzando elementi cinematografici normalmente semplici come suoni, movimenti della telecamera e luoghi apparentemente impossibili. Il suo obiettivo è scuotere il pubblico dall'autocompiacimento e provocare una reazione. Sebbene ritragga un universo molto diverso dal nostro, il film si chiede: alcune delle nostre preoccupazioni non sono altrettanto assurde? Il nostro mondo ha davvero un senso? La tensione sempre presente che pervade il film suggerisce una visione cupa di una società che precipita verso l'autodistruzione".
Pablo Croci affermò: "Quando guardiamo Monobloc, abbiamo la piena sensazione che Luis Ortega sia un cineasta immerso in una ricerca intensa e personale con il suo linguaggio e celebriamo il suo rischio e la sua intensità. In questo mondo sovrappopolato di immagini e realismo, Monobloc è un vento forte che soffia cercando di rovesciare ciò che è stabilito".
Jonathan Holland, critico cinematografico di Variety, valutò la pellicola con una recensione poco favorevole: "Il pretenzioso e onirico Monobloc è un ponderoso tentativo del regista al secondo film Luis Ortega di raggiungere lo status di autore. Progettato, per sorprendente ammissione dello stesso regista, per essere al di là della totale comprensibilità, il film è da amare o odiare, con un cast e una troupe forti che hanno tirato fuori un pezzo dall'aspetto sontuoso e talvolta seducente che getta via le regole, ma a differenza dei migliori lavori di David Lynch sembra non interessato a fornire regole proprie"; elogiò tuttavia la cura del sonoro e i tocchi surreali, nonché la recitazione delle attrici: "Le interpretazioni vanno tutte bene, con l'arrogante Cortese che spicca e sembra comicamente fuori posto in un ambiente così cupo".
Su Página/12, Horacio Bernades scrisse: "Come se l'intero film fosse una sorta di anticamera alla morte, tutto appare immerso in una profonda tristezza, che tuttavia non chiude la porta a certi dialoghi irresistibilmente assurdi. Con un permanente ronzio-Badalamenti sullo sfondo, Monobloc può essere visto come una Eraserhead a colori. Ma c'è anche molto del mondo – tra campestre e funambolico – di Leonardo Favio, a cui il film non è dedicato per niente. Al di là dei riferimenti, la seconda opera di Luis Ortega lo conferma come uno dei cineasti più singolari e irriducibili del cinema argentino contemporaneo".

## Riconoscimenti
- 2005 - Festival internazionale del cinema di San Sebastián
  - Premio Orizzonti - Menzione speciale a Luis Ortega

- 2005 - Havana Film Festival New York
  - Miglior direzione artistica a Mercedes Alfonsín

- 2005 - Buenos Aires Festival Internacional de Cine Independiente
  - Menzione speciale a Luis Ortega

- 2007 - Condor d'argento
  - Migliore attrice non protagonista a Evangelina Salazar
  - Miglior direzione artistica a Mercedes Alfonsín
  - Candidatura alla migliore attrice protagonista a Carolina Fal
  - Candidatura alla migliore fotografia a Jorge Pastorino
  - Candidatura al miglior sonoro a Martín Porta e Catriel Vildosola
  - Candidatura al miglior montaggio a César Custodio